# Profesorowie Politechniki Warszawskiej okresu międzywojennego
Profesorowie Politechniki Warszawskiej okresu międzywojennego – lista profesorów, którzy otrzymali nominacje profesorskie na Politechnice Warszawskiej w latach 1919–1939.
| Imię i Nazwisko              | Zdjęcie | Lata życia | Dziedzina                        |
| ---------------------------- | ------- | ---------- | -------------------------------- |
| Karol Adamiecki              |         | 1866–1933  | zarządzanie                      |
| Stanisław Bełzecki           |         | 1856–1932  | kolejnictwo, budownictwo         |
| Jan Bielecki                 |         | 1896–1926  | chemia                           |
| Józef Jerzy Boguski          |         | 1853–1933  | chemia                           |
| Aleksander Bojemski          |         | 1885–1944  | architektura                     |
| Władysław Bratkowski         |         | 1882–1966  | włókiennictwo                    |
| Witold Broniewski            |         | 1880–1939  | metalurgia                       |
| Mieczysław Bronikowski       |         | 1860–1955  | budownictwo przemysłowe          |
| Michał Broszko               |         | 1880–1954  | hydromechanika                   |
| Stefan Bryła                 |         | 1886–1943  | budownictwo, spawalnictwo        |
| Wiesław Chrzanowski          |         | 1880–1940  | budowa maszyn                    |
| Jan Czochralski              |         | 1885–1953  | chemia, metalurgia               |
| Henryk Czopowski             |         | 1863–1935  | termodynamika, mechanika         |
| Czesław Domaniewski          |         | 1861–1936  | architektura                     |
| Kazimierz Drewnowski         |         | 1881–1952  | elektrotechnika                  |
| Józef Pius Dziekoński        |         | 1844–1927  | architektura                     |
| Józef Fedorowicz             |         | 1863–1943  | budownictwo                      |
| Stanisław Garlicki           |         | 1875–1935  | matematyka, chemia               |
| Czesław Grabowski            |         | 1873–1945  | chemia                           |
| Janusz Groszkowski           |         | 1898–1984  | elektronika, radiotechnika       |
| Maksymilian Tytus Huber      |         | 1872–1950  | mechanika                        |
| Wacław Iwanowski             |         | 1880–1943  | chemia                           |
| Karol Jankowski              |         | 1868–1928  | architektura                     |
| Stanisław Kalinowski         |         | 1873–1946  | fizyka                           |
| Zygmunt Kamiński             |         | 1888–1969  | architektura                     |
| Leon Karasiński              |         | 1879–1945  | mechanika                        |
| Felicjan Kępiński            |         | 1885–1966  | astronomia                       |
| Kazimierz Kling              |         | 1884–1942  | chemia                           |
| Franciszek Krzywda-Polkowski |         | 1881–1949  | architektura                     |
| Feliks Kucharzewski          |         | 1849–1935  | hydrodynamika, mechanika budowli |
| Stanisław Kunicki            |         | 1859–1942  | inżynieria lądowa                |
| Marian Lalewicz              |         | 1876–1944  | architektura                     |
| Franciszek Leja              |         | 1885–1979  | matematyka                       |
| Władysław Leppert            |         | 1848–1920  | chemia                           |
| Jerzy Michalski              |         | 1870–1956  | ekonomia                         |
| Henryk Mierzejewski          |         | 1881–1929  | inżynieria mechaniczna           |
| Stanisław Miller             |         | 1880–1925  | budownictwo                      |
| Tadeusz Miłobędzki           |         | 1873–1959  | chemia                           |
| Aleksander Miszke            |         | 1882-?     | inżynieria kolejowa              |
| Gustaw Andrzej Mokrzycki     |         | 1894–1992  | lotnictwo                        |
| Adolf Morawski               |         | 1895–1941  | elektrotechnika                  |
| Wacław Moszyński             |         | 1892–1953  | budowa maszyn                    |
| Ignacy Mościcki              |         | 1867–1946  | chemia                           |
| Melchior Nestorowicz         |         | 1880–1939  | budowa dróg                      |
| Lech Niemojewski             |         | 1894–1952  | architektura                     |
| Władysław Nikliborc          |         | 1899–1948  | matematyka                       |
| Stanisław Noakowski          |         | 1867–1928  | architektura                     |
| Stanisław Odrowąż-Wysocki    |         | 1876–1931  | elektrotechnika                  |
| Wacław Paszkowski            |         | 1881–1950  | budownictwo                      |
| Jan Adam Piotrowski          |         | 1885–1962  | geodezja                         |
| Stanisław Płużański          |         | 1879–1951  | obróbka metali                   |
| Roman Podoski                |         | 1873–1954  | elektrotechnika                  |
| Witold Pogorzelski           |         | 1895–1963  | matematyka                       |
| Karol Pomianowski            |         | 1874–1948  | hydrotechnika                    |
| Antoni Ponikowski            |         | 1878–1949  | geodezja                         |
| Mieczysław Pożaryski         |         | 1875–1945  | elektrotechnika                  |
| Czesław Przybylski           |         | 1880–1936  | architektura                     |
| Andrzej Pszenicki            |         | 1869–1941  | budownictwo                      |
| Ignacy Radziszewski          |         | 1869–1944  | hydraulika                       |
| Antoni Rogiński              |         | 1875–1942  | elektrotechnika                  |
| Juliusz Rudnicki             |         | 1881–1948  | matematyka                       |
| Roman Rybarski               |         | 1887–1942  | ekonomia                         |
| Mieczysław Rybczyński        |         | 1873–1937  | hydrotechnika                    |
| Czesław Skotnicki            |         | 1872–1945  | hydrotechnika                    |
| Kazimierz Sławiński          |         | 1870–1941  | chemia                           |
| Kazimierz Smoleński          |         | 1876–1943  | chemia                           |
| Oskar Sosnowski              |         | 1880–1939  | architektura                     |
| Leon Staniewicz              |         | 1871–1951  | elektrotechnika                  |
| Bohdan Stefanowski           |         | 1883–1976  | termodynamika                    |
| Stefan Straszewicz           |         | 1889–1983  | matematyka                       |
| Zygmunt Straszewicz          |         | 1860–1927  | elektrotechnika                  |
| Marceli Struszyński          |         | 1880–1959  | chemia                           |
| Wacław Suchowiak             |         | 1876–1950  | inżynieria mechaniczna           |
| Ludwik Szperl                |         | 1879–1944  | chemia                           |
| Adolf Szyszko-Bohusz         |         | 1883–1948  | architektura                     |
| Rudolf Świerczyński          |         | 1887–1943  | architektura                     |
| Wojciech Świętosławski       |         | 1881–1968  | chemia, biofizyka                |
| Karol Taylor                 |         | 1878–1968  | inżynieria mechaniczna           |
| Bolesław Tołłoczko           |         | 1882–1954  | maszynoznawstwo                  |
| Tadeusz Tołwiński            |         | 1887–1951  | architektura                     |
| Roman Trechciński            |         | 1882–1944  | elektrotechnika                  |
| Edmund Trepka                |         | 1880–1964  | chemia                           |
| Józef Turski                 |         | 1883–1955  | chemia                           |
| Tadeusz Urbański             |         | 1901–1985  | chemia                           |
| Edward Warchałowski          |         | 1885–1953  | geodezja                         |
| Aleksander Wasiutyński       |         | 1859–1944  | kolejnictwo                      |
| Józef Wierusz-Kowalski       |         | 1866–1927  | fizyka                           |
| Witold Wierzbicki            |         | 1890–1965  | mechanika konstrukcji            |
| Czesław Witoszyński          |         | 1875–1948  | lotnictwo                        |
| Tadeusz Woyno                |         | 1884–1971  | mineralogia                      |
| Mieczysław Wolfke            |         | 1883–1947  | fizyka                           |
| Kazimierz Wóycicki           |         | 1898–1944  | hydrologia                       |
| Antoni Xiężopolski           |         | 1861–1951  | kolejnictwo                      |
| Józef Zawadzki               |         | 1886–1951  | chemia fizyczna                  |
| Władysław Marian Zawadzki    |         | 1885–1939  | ekonomia                         |
| Jan Zawidzki                 |         | 1866–1928  | chemia fizyczna                  |
| Stanisław Zwierzchowski      |         | 1880–1940  | inżynieria mechaniczna           |
| Ludwik Żarnowski             |         | 1877–1953  | metalurgia                       |
| Wacław Żenczykowski          |         | 1897–1957  | budownictwo                      |
| Kazimierz Żorawski           |         | 1866–1953  | matematyka                       |
| Konstanty Żórawski           |         | 1874–1956  | budowa maszyn                    |